# 福富太郎
福富 太郎（ふくとみ たろう、1931年（昭和6年）10月6日 - 2018年（平成30年）5月29日）は、東京都出身の実業家、絵画蒐集家。
本名中村勇志智。創業したキャバレーハリウッドは最盛期にFC店を含め、全国に44店舗を構え、キャバレー太郎、キャバレー王の異名をとった。

## 人物
東京府荏原郡大井町（現在の東京都品川区）に生まれる。1943年（昭和18年）東京府立園芸学校（現在の東京都立園芸高等学校）入学後は朝5時登校でイモ作りに励む。1945年（昭和20年）5月24日、家が空襲で焼け、家人は親類の家に移るが、自分ひとり自宅裏に防空壕を掘って住む。敗戦後も穴蔵暮らしを続け、手作りイモ飴を売った金で農家からイモを買い出し、ヤミ屋をしてしのぐ。
1947年（昭和22年）秋、学校を中退。銀座のティールーム「ニューギンザ」に採用され、ボーイとは名ばかりの雑用係ではあったが、水商売の第一歩を踏み出す。翌年には店の隣の中華料理店に仕事ぶりを見込まれ引き抜かれるが、銀座のダンスホール「メリーゴールド」に転職する。
1949年（昭和24年）秋、キャバレー「新宿処女林」の開店時よりボーイとして住み込みで働き始める。本名・勇志智はボーイとしては立派すぎるので、勇吉と名乗り、喜劇俳優・グルーチョ・マルクスにならってヒゲを描き、「ヒゲのボーイ」として親しまれる。2年後の1月、開店以来1日も休まず働いたことから、一躍支配人に抜擢され、名前も出世魚のごとく近衛千代麿に変える。臨時ボーナスで鏑木清方の絵を買い、絵画コレクションがここに始まる。順風満帆かと思いきや、店の経営者が替わり、その男とソリが合わず辞める。その後も上とぶつかって店を辞めることが続く。
1952年（昭和27年）3月からは、渋谷の"泣く子も黙る宇田川町"といわれた治安の悪い地域のバーやキャバレーで3年間働く。1955年（昭和30年）に品川のキャバレーのマネージャーとなり、ようやく黒歴史から脱出する。1957年（昭和32年）11月6日、26歳で独立し神田に「巴里の酒場」をオープン。「21人の大部屋女優の店」と称し、架空のママの名で案内状を出す。大部屋女優なら副業で働いているかもと客に期待させる抜群のアイデアだった。1958年（昭和33年）には新橋にカフェー「新橋処女林」を開店。この年、近衛千代麿から福富太郎への改名挨拶状を出す。

### ハリウッドをオープン
1960年（昭和35年）3月、「新橋ハリウッド」をオープンさせる。3階建ての民謡酒場を改造し、1、2階を吹き抜けにし、3階はホステスの住み込み用とした。以後、渋谷、横浜、池袋、銀座と毎年1店舗ずつ「ハリウッド」を開店した。中でも目玉となったのは、1964年（昭和39年）9月21日、銀座8丁目の観光会館（現：博品館）の5階建てを丸ごと使った銀座店。1000坪の巨大キャバレーで、ホステスは800人以上、銀座初の現金制を採用した。
1965年（昭和40年）1月6日付の『伊豆新聞』が「キャバレー王」が妻良の土地5ヘクタールを買収、ヨットハーバー・レストハウス・貸別荘などの観光開発計画を発表し注目を集めると報じたが、周囲の反対で実現に至らず、また江ノ島に浮世絵美術館を建設する計画をすすめたこともあった。30代から株の売買を手掛け、大株主として会社四季報に名前が載り、他社株を買い占め合併することで、キャバレー業単独では難しい株式上場の夢を実現しようと、スバル興業の株を買い集めるが、同社から牽制され、1967年（昭和42年）に売り抜ける。この年には翌年の参院選出馬を検討するも、票読みが35万票で断念する。
1972年（昭和47年）、朝日麦酒（現：アサヒビール）系列でビヤホールを運営するニューアサヒ社長に40歳で迎えられる。翌年のオイルショックで銀座も接待費削減で高級店が苦戦することを尻目に、自腹客の多かった銀座ハリウッドは1日1000人以上が押しかける繁盛ぶりを見せる。1976年（昭和51年）、銀座店は6丁目のパレ銀座ビル7階に移転する一方、ハリウッドのフランチャイズ展開を開始。ジャンジャン儲かり、銀座店はドル箱となり、1965年から1978年までハリウッドは料亭・キャバレー部門で納税額日本一を続け、業界の顔として東京キャバレー協会会長も務めた。
1980年代前半頃から本格的に株に取り組み、不況やピンク産業の影響による本業の赤字をそちらでカバーしていたが、1987年（昭和62年）のブラックマンデーで株の利益はパーに。逆に本業の利益は前年を上回る。ニューヨークのオークションで満谷国四郎の『軍人の妻』を落札した1990年（平成2年）には、株はバブル景気末期の暴落とフセイン・ショックで、またも大損に。1997年（平成9年）に脳梗塞で倒れたが、リハビリを続け、2003年（平成15年）仕事に復帰。2007年（平成19年）には千葉県柏市に久々のハリウッドを新規開店し、キャストの低年齢化と入れ替わりの激しいキャバクラ全盛の時代に、長期雇用の促進を目指した。
2018年（平成30年）5月29日、老衰で亡くなる。享年86。7月に北千住ハリウッドで営まれた「キャバレー葬」はテリー伊藤が司会を務め、喪服禁止の陽気な会で、みのもんたなどの有名人はもちろん、昔ホステスとして務めていた感じの女性など多数参列した。

## ハリウッド
ハリウッドは、最盛期には直営店だけでも29店舗、全国に44店舗を数え、社内には美術部もあり、店舗で配る冊子も発行していた。また池袋店のカウンターの中にはマジシャン修行中のマギー司郎がいたという。
バブル崩壊の荒波を受けて、次々に看板を下ろし、福富が没した時には赤羽店・北千住店の2店舗のみとなった。この2店舗が都内で営業していた最後のグランドキャバレーであるとされ、残った2店も福富の葬儀後の、2018年12月30日に閉店した。

## 絵画蒐集家
蒐集家としては浮世絵コレクターとして認知されるも、江戸時代の名品は既に出尽くしており、これから乗り出しても分が悪いと思い、1963年（昭和38年）から河鍋暁斎を蒐め始めた。やがて洋画にも食指を伸ばし、銀座に進出した年から清方作品にも本格的に乗り出す。67年には敬愛する清方宅を初めて訪れ、親交を深める。71年には「日本の美人画展 福富太郎コレクション」を大丸京都店で開き、蒐集品をまとまった形で初披露。以後、美人画を中心とした展覧会を多数開催した。
美術館を作ろうと思い、5、6階建ての建物を新築して1階を展示室にし、上の階を住居にするとの構想を暁斎の曾孫に明かすも、河鍋暁斎記念美術館の館長を務める曾孫から、それでは財団法人の認可が下りないと言われ、結局、美術館構想は実現せずに終わった。

## メディアでの活躍
1970年（昭和45年）10月からNET（現：テレビ朝日）『ズバリ!身上相談』の回答者となり、具体的なアドバイスで人気者となる。その後、同局の『アフタヌーンショー』にも出演し、人生相談コーナーでは海老名香葉子らと共演する。
75年からは『末廣演芸会』（NET）の大喜利司会者に挑戦するが、出演する橘家圓蔵（当時は月の家圓鏡）らに福富の判定で、師匠たちに顔に墨を塗るアシスタントとして出演した月の家圓鏡 (6代目)（当時は二ツ目・橘家舛蔵）によると、台本通りに進行して、アドリブの天才たちの笑いをほとんど潰していた。78年には寄席番組に出ているのだから、芸名を持ったほうがいいという話になり、「月の家ぎん鏡」とつけて名取披露も行った。そのあと圓鏡が圓蔵を襲名すると、自分もと言い出して、家元である橘家の使用許可を師匠にもらって「橘家福蔵」に改名した。
71年には自ら作詞した「ツンツンネオン節」をキャバレー太郎で歌い、RCA（日本ビクター）よりレコードデビュー。さらに銀幕にも進出し、『不良番長 一網打尽』（東映）、『トラック野郎・望郷一番星』（東映）など5、6本に出演した。
1967年（昭和47年）初の著書『金と女と我が闘争』を刊行。以後、「人生評論家」、「ビジネス評論家」等の肩書で、単著だけで45冊ほど上梓した。

## 出演
テレビドラマ
- 『花は花よめ』第2シリーズ 第30話（1973年、日本テレビ） - 編集長 役

テレビバラエティ
- 『末廣演芸会』（NETテレビ→テレビ朝日） - 司会

情報番組
- 『ズバリ!身上相談』NETテレビ - 回答者
- 『アフタヌーンショー』NETテレビ→テレビ朝日 - 回答者

映画
- 『不良番長 一網打尽』（1972年） - キャバレー太郎 役
- 『トラック野郎・望郷一番星』 - 釧路の市場仲買人 役

## 主な著書
- 『金と女と我が闘争』1967年。
- 『浮世絵新発見 写楽を捉えた』画文堂、1969年。
- 『昭和キャバレー秘史』河出書房新社、1994年。
  - 『昭和キャバレー秘史』文春文庫PLUS、2004年。ISBN 978-4167656959
- 『絵を蒐める 私の推理画説』新潮社、1995年。ISBN 978-4104035014
- 『描かれた女の謎 アート・キャバレー蒐集奇談』新潮社、2002年。ISBN 978-4104035021
- 神坂次郎、福富太郎、河田明久、丹尾安典『画家たちの「戦争」』新潮社（とんぼの本）、2010年。ISBN 978-4106022067